# Cala, Huelva
Cala là một thị trấn và đô thị ở tỉnh Huelva, Tây Ban Nha. Theo điều tra dân số năm 2005, đô thị này có dân số 1.324 người.
Vùng này đã được khai khoáng từ thời Carthaginia, Minas de Cala nổi tiếng với các khoáng chất Skutterudite và Nickeline.

## Dân cư
| 1999  | 2000  | 2001  | 2002  | 2003  | 2004  | 2005  |
| ----- | ----- | ----- | ----- | ----- | ----- | ----- |
| 1,457 | 1,414 | 1,404 | 1,356 | 1,344 | 1,315 | 1,324 |

Nguồn: INE (Tây Ban Nha)